# Gomadachtia
× Gomadachtia (abreviado Gmd) es un híbrido intergenérico entre los géneros de orquídeas Ada x Brachtia × Gomesa. Fue publicado en Orchid Rev. 110 (Suppl.): 108 (2002).